# Campylopus subvirescens
Campylopus subvirescens är en bladmossart som beskrevs av Ferdinand François Gabriel Renauld och Jules Cardot 1895. Campylopus subvirescens ingår i släktet nervmossor, och familjen Dicranaceae. Inga underarter finns listade i Catalogue of Life.